# Municipio de Eagle (condado de Kossuth)
El municipio de Eagle (en inglés: Eagle Township) es un municipio ubicado en el condado de Kossuth en el estado estadounidense de Iowa. En el año 2010 tenía una población de 125 habitantes y una densidad poblacional de 1,69 personas por km².

## Geografía
El municipio de Eagle se encuentra ubicado en las coordenadas 43°28′00″N 94°22′27″O / 43.46667, -94.37417. Según la Oficina del Censo de los Estados Unidos, el municipio tiene una superficie total de 73.98 km², de la cual 73,31 km² corresponden a tierra firme y (0,9 %) 0,67 km² es agua.

## Demografía
Según el censo de 2010, había 125 personas residiendo en el municipio de Eagle. La densidad de población era de 1,69 hab./km². De los 125 habitantes, el municipio de Eagle estaba compuesto por el 100 % blancos. Del total de la población el 0 % eran hispanos o latinos de cualquier raza.